# Assedio di Musashi-Matsuyama (1563)
Nella storia giapponese, l'assedio di Musashi-Matsuyama del 1563 fu un attacco combinato dei Clan Takeda e Hōjō per riprendersi il castello di Musashi-Matsuyama dal clan Uesugi; gli Hōjō  persero il castello dagli Uesugi nel 1537, ma lo riconquistarono in questo assedio.
Il castello di Musashi-Matsuyama, situato nella provincia di Musashi (oggi prefettura di Saitama) , è chiamato così per distinguersi dall'altro castello di Matsuyama presente in Giappone.
L'esercito assediante, sotto il comando di Takeda Shingen e Hōjō Ujiyasu, impiegò una squadra di minatori per scavare sotto le difese del castello, permettendo la maggior porzione della loro forza più facile accesso al loro obiettivo.